# تولو نوهو
تولو نوهو (بالفرنسية: Nouhou Tolo)‏ (23 يونيو 1997 بدوالا في الكاميرون - ) هو لاعب كرة قدم كاميروني في مركز الدفاع.

## روابط خارجية
- تولو نوهو على موقع الدوري الأمريكي (الإنجليزية)
- تولو نوهو على موقع إي إس بي إن إف سي (الإنجليزية)
- تولو نوهو على موقع قاعدة بيانات كرة القدم.إي يو (الإنجليزية)
- تولو نوهو على موقع ناشيونال فوتبول تيمز (الإنجليزية)
- تولو نوهو على موقع Soccerbase.com (لاعب) (الإنجليزية)
- تولو نوهو على موقع Soccerway.com (الإنجليزية)
- تولو نوهو على موقع عالم كرة القدم.نت (الإنجليزية)